# Helictotrichon hookeri
Helictotrichon hookeri là một loài thực vật có hoa trong họ Hòa thảo. Loài này được (Scribn.) Henrard mô tả khoa học đầu tiên năm 1940.

## Hình ảnh

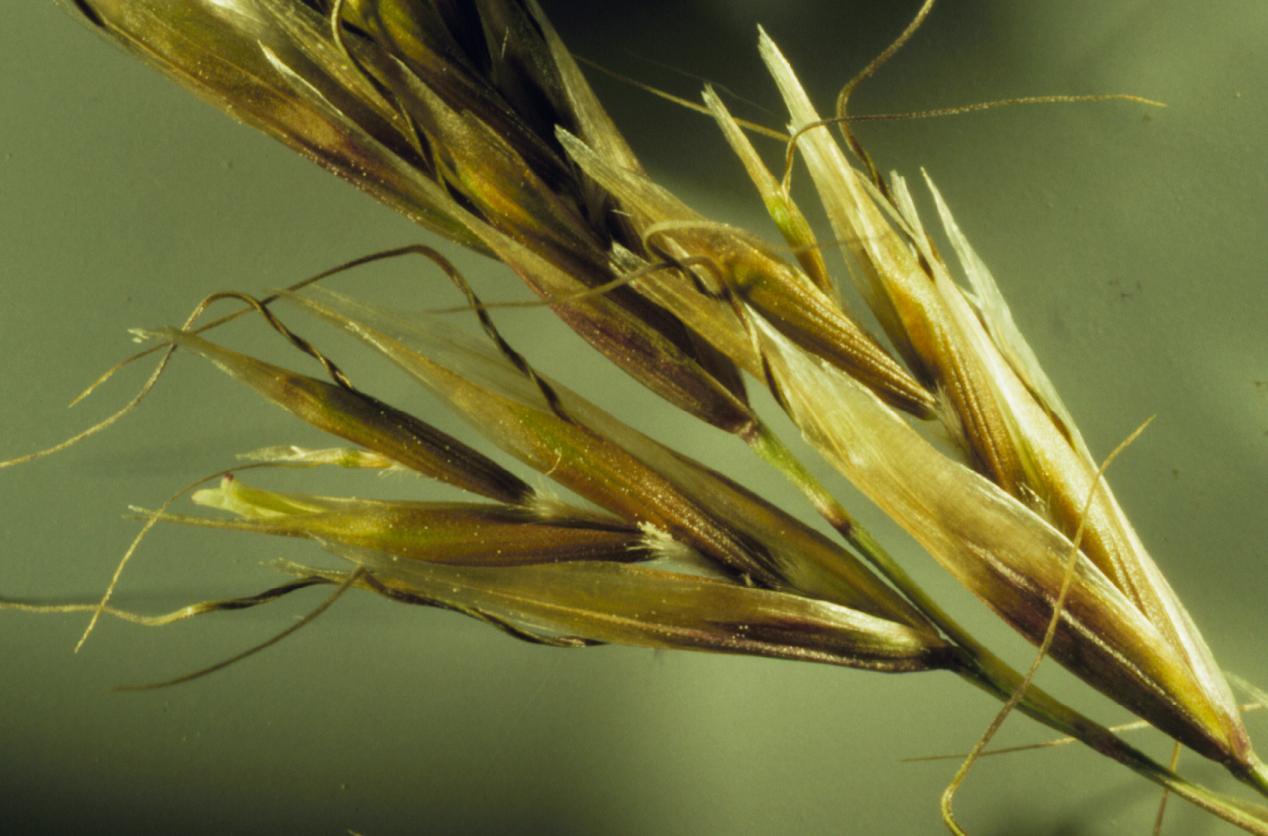